# Szüsztéma teleion
A szüsztéma teleion (görög ’teljes rendszer’) az ókori görög zeneelmélet hangrendszere. Két oktáv hangterjedelmet fog át úgy, hogy négy azonos felépítésű, ereszkedő diatonikus tetrachordot és egy „hozzákapcsolt hangot”, proszlambanomenoszt foglal magában. A tetrachordokat párosával szünaphé, közös hang kapcsolja össze, az így létrejövő egységeket diazeuxisz, azaz egy egész hangköz választja el egymástól illetve a proszlambanomenosztól. Ez a „változatlan rendszer”, a szüsztéma ametabolon.
A „változó rendszer”, a szüsztéma metabolon úgy jön létre, hogy a szüsztéma ametabolon kiegészül egy tetrachordon szünémmenónnal, azaz egy ötödik hasonló felépítésű tetrachorddal, amely – mint a neve is mutatja – diazeuxisz helyett szünaphéval kapcsolódik a középhanghoz, a meszéhez. Ez a tetrachord az eredeti rendszer tetrachordon diezeugmenónja egy hanggal mélyebbre transzponálva (e' – d'– c' – h helyett d' – c' – b – a), aminek a félhang hangköze így a meszé fölé kerül.
| szüsztéma metabolon      |                          |              |                      |                      |                       |                   |
|                          |                          |              |                      |                      |                       |                   |
| tetrachordon szünémmenón | tetrachordon szünémmenón |              | szüsztéma ametabolon | szüsztéma ametabolon | szüsztéma ametabolon  |                   |
|                          |                          |              |                      |                      |                       |                   |
|                          |                          |              | a'                   |                      | nété hüperbolaión     |                   |
|                          |                          |              | g'                   |                      | paranété hüperbolaión |                   |
|                          |                          |              | f'                   |                      | trité hüperbolaión    |                   |
|                          |                          | szünaphé →   | e'                   | e'                   | nété diezeugmenón     | o k t o c h o r d |
| nété szünémmenón         | d'                       |              |                      | d'                   | paranété diezeugmenón | o k t o c h o r d |
| paranété szünémmenón     | c'                       |              |                      | c'                   | trité diezeugmenón    | o k t o c h o r d |
|                          |                          |              |                      | h                    | parameszé             | o k t o c h o r d |
| trité szünémmenón        | b                        | diazeuxisz → |                      |                      |                       | o k t o c h o r d |
| meszé                    | a                        | ← szünaphé → | a                    |                      | meszé                 | o k t o c h o r d |
|                          |                          |              | g                    |                      | likhanosz meszón      | o k t o c h o r d |
|                          |                          |              | f                    |                      | parhüpaté meszón      | o k t o c h o r d |
|                          |                          | szünaphé →   | e                    | e                    | hüpaté meszón         | o k t o c h o r d |
|                          |                          |              |                      | d                    | likhanosz hüpatón     |                   |
|                          |                          |              |                      | c                    | parhüpaté hüpatón     |                   |
|                          |                          |              |                      | H                    | hüpaté hüpatón        |                   |
|                          |                          | diazeüxisz → |                      |                      |                       |                   |
|                          |                          |              | A                    |                      | proszlambanomenosz    |                   |

A hangrendszer harmóniái – vagyis a különböző oktávtípusok, hangfajok – abban különböznek egymástól, hogy a diatonikus tetrachordokon belül hol helyezkedik el a félhang. A dór hangfaj esetén a félhang legalul van (felülről lefelé haladva: egész hang – egész hang – félhang), a fríg esetén középen (egész hang – félhang – egész hang), a líd esetén felül (félhang – egész hang – egész hang). A mellékhangfajok – a hüpodór, hüpofríg, hüpolíd stb. a főhangfajokból származtathatóak. A „hüpo” (’lent’) előtag magyarázata, hogy az alaphangfaj „felső” (mélyebb) tetrachordja itt „lefelé” (magasabbra) helyeződik át (figyelembe veendő, hogy a görögök a mai szokással ellentétben felülről lefelé építették fel hangsoraikat).
A hangfajokat kétféleképpen ábrázolhatjuk. Egyik lehetőség, hogy mindegyiket a törzshangok sorozatának egy-egy oktávnyi kivágataként értelmezzük, pl. dór: e' – e, mixolíd: h – H stb. A másik, hogy a hangokat egy rögzített oktáv keretébe illesztjük, és ezen belül módosítjuk őket az adott hangfaj sajátosságainak megfelelően, pl. az e' – e keretben a fríg: e' – d' – cisz' – h – a – g – fisz – e. Ez utóbbi módszer a lírajátékkal függ össze, ahol a húrokat a szükséges harmóniának megfelelően az adott oktávkereten belül hangolták be.
| harmónia | hangok az e' – e oktávkeretben | hangok az e' – e oktávkeretben | hangok az e' – e oktávkeretben | hangok az e' – e oktávkeretben | hangok az e' – e oktávkeretben | hangok az e' – e oktávkeretben | hangok az e' – e oktávkeretben | hangok az e' – e oktávkeretben | hangok az e' – e oktávkeretben | hangok az e' – e oktávkeretben | hangok az e' – e oktávkeretben | hangok az e' – e oktávkeretben | hangok az e' – e oktávkeretben | oktávfajta |
|          |                                |                                |                                |                                |                                |                                |                                |                                |                                |                                |                                |                                |                                |            |
| hüpodór  | e'                             |                                | d'                             |                                | c'                             | h                              |                                | a                              |                                | g                              | fisz                           |                                | e                              | a' – a     |
|          |                                |                                |                                |                                |                                |                                |                                |                                |                                |                                |                                |                                |                                |            |
| hüpofríg | e'                             |                                | d'                             | cisz'                          |                                | h                              |                                | a                              | gisz                           |                                | fisz                           |                                | e                              | g' – g     |
|          |                                |                                |                                |                                |                                |                                |                                |                                |                                |                                |                                |                                |                                |            |
| hüpolíd  | e'                             | disz'                          |                                | cisz'                          |                                | h                              | aisz                           |                                | gisz                           |                                | fisz                           |                                | e                              | f' – f     |
|          |                                |                                |                                |                                |                                |                                |                                |                                |                                |                                |                                |                                |                                |            |
| dór      | e'                             |                                | d'                             |                                | c'                             | h                              |                                | a                              |                                | g                              |                                | f                              | e                              | e' – e     |
|          |                                |                                |                                |                                |                                |                                |                                |                                |                                |                                |                                |                                |                                |            |
| fríg     | e'                             |                                | d'                             | cisz'                          |                                | h                              |                                | a                              |                                | g                              | fisz                           |                                | e                              | d' – d     |
|          |                                |                                |                                |                                |                                |                                |                                |                                |                                |                                |                                |                                |                                |            |
| líd      | e'                             | disz'                          |                                | cisz'                          |                                | h                              |                                | a                              | gisz                           |                                | fisz                           |                                | e                              | c' – c     |
|          |                                |                                |                                |                                |                                |                                |                                |                                |                                |                                |                                |                                |                                |            |
| mixolíd  | e'                             |                                | d'                             |                                | c'                             |                                | b                              | a                              |                                | g                              |                                | f                              | e                              | h – H      |

A szüsztéma teleion legkorábbi leírása Eukleidésztől maradt fenn, a legteljesebb pedig Ptolemaiosztól. A középkori zene a hét oktávfajtából vezette le a nyolc tonust, amelyekből a mai nyugati hangrendszer kifejlődött.

## Külső hivatkozások
- The Two Main Scalar “Systems” (systemata) of Ancient Greek Music[halott link]
- GPS and LPS Greek and then Medieval Theoretical Musical Structures
- The Transmission of Pythagorean Arithmetic in the Context of the Ancient Musical Tradition